# Joel Kane
Joel Kane (* 20. Mai 1921 in Los Angeles County, Kalifornien; † 20. April 1993 in Melbourne, Victoria) war ein US-amerikanischer Drehbuchautor.

## Leben
Kane trat ab Mitte der 1950er Jahre als Drehbuchautor in Erscheinung und arbeitete vor allem für verschiedene Fernsehserien. Von 1959 bis 1963 war er bspw. an der Storyentwicklung der Serie The Many Loves of Dobie Gillis beteiligt. Insgesamt umfasst sein Schaffen mehr als 35 Produktionen, zuletzt trat er im Jahr 1987 in Erscheinung.
Für die Arbeit an dem Drehbuch zu Stern des Gesetzes war er 1958 gemeinsam mit Dudley Nichols und Barney Slater für den Oscar in der Kategorie Bestes Originaldrehbuch nominiert.

## Filmografie (Auswahl)
- 1957: Stern des Gesetzes (The Tin Star)
- 1959–1963: The Many Loves of Dobie Gillis (Fernsehserie)
- 1963–1964, 1966: Petticoat Junction (Fernsehserie)
- 1973: Emergency +4 (Fernsehserie)